# Innervillgraten
Innervillgraten è un comune austriaco di 940 abitanti nel distretto di Lienz, in Tirolo.